# Rubber Bullets
Rubber Bullets – piosenka brytyjskiego zespołu 10cc, wydana w 1973 roku na singlu oraz na debiutanckim albumie, 10cc. Utwór napisali Kevin Godley, Lol Creme i Graham Gouldman. Piosenka zajęła 1. miejsce na listach przebojów w Wielkiej Brytanii i Irlandii.

## Powstanie piosenki
„Rubber Bullets” pochodzi z debiutanckiego albumu 10cc zatytułowanego 10cc. Został napisany i zaśpiewany przez Kevina Godleya, Lola Creme'a i Grahama Gouldmana. Album był nagrywany w Strawberry Studios w Stockport kolo Manchesteru. To pozwoliło zespołowi na eksperymenty dźwiękowe i techniki nagraniowe, nadającej ich muzyce głębi, która przyczyniła się do tego, iż ich muzyka wyróżniała się na tle brytyjskiej muzyki pop na początku lat 70. Przykładem tego jest solówka gitarowa w „Rubber Bullets” nagrana techniką double speed. Podczas nagrywania taśma została zwolniona o połowę prędkości, a następnie przyspieszona do normalnej prędkości dla potrzeb playbacku, co skutkowało brzmieniem instrumentu o oktawę wyżej. Wcześniej podobną technikę wykorzystał Mike Oldfield podczas nagrywania albumu Tubular Bells. Jak wyjaśniał Eric Stewart w wywiadzie dla BBC Radio Wales: „Tak więc jest to bardzo niezwykły dźwięk, zrealizowany w ten sposób, właśnie jako eksperyment. Ponieważ [jesteśmy] 10cc, lubimy eksperymentować, lubiliśmy tracić czas. I mając tak cudowną rzecz jak posiadanie własnego studia, nie mieliśmy tam zegara, więc nie byliśmy ograniczeni”.
„Rubber Bullets” oraz „Donna” były singlami, które wypromowały debiutancki album zespołu. „Rubber Bullets” parodiował pewne aspekty przeboju „Elvisa Presleya Jailhouse Rock”. Podobnie jak hit Presleya, piosenka 10cc również opowiada o imprezie, która odbywała się w więzieniu hrabstwa. Piosenka Presleya kończy się dobrą zabawą wszystkich, natomiast w piosence 10cc imprezie kładą kres policjanci, którzy używają gumowych kul, aby stłumić rebelię. Od strony melodycznej piosenka była echem wczesnych nagrań The Beach Boys (wokal wiodący i bogactwo harmonii wokalnych). „Rubber Bullets” był pierwszym singlem zespołu nr 1 na brytyjskiej liście singli. Osiągnął również 1. miejsce w Irlandii i 3. w Australii, ale stosunkowo słabo wypadł w Stanach Zjednoczonych, gdzie doszedł tylko do 73. miejsca. Piosenka wzbudziła w tym czasie pewne kontrowersje z powodu użycia gumowych pocisków przez armię brytyjską w celu stłumienia zamieszek w Irlandii Północnej. 

## Pozycje na listach przebojów
| Kraj              | Lista                  | Najwyższa pozycja |
| ----------------- | ---------------------- | ----------------- |
| Belgia            | Ultratop 50 (Flandria) | 17                |
| Kanada            | RPM Top Singles        | 76                |
| Niemcy            | Official German Charts | 18                |
| Wielka Brytania   | UK Singles Chart       | 1                 |
| Stany Zjednoczone | Hot 100                | 73                |